# Belizarie

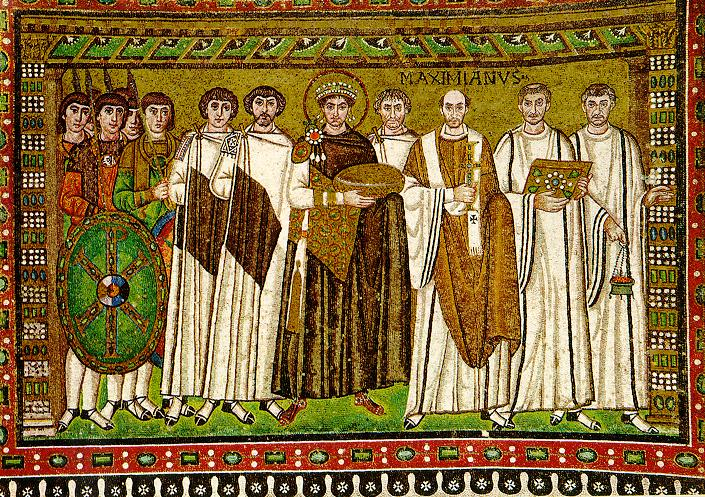
În mozaicul din Bazilica San Vitale, Ravenna, Belizarie se presupune a fi personajul cu barbă din dreapta împăratului Iustinian I. Mozaicul celebrează recucerirea Italiei de către Armata Bizantină sub comanda ingenioasă a generalului Belizarie.

Flavius Belisarius, Belizariu sau Belizarie (în greacă Βελισάριος, transliterat: Belisarios; n. 505 d.Hr., Sapareva Bania, Imperiul Roman de Răsărit – d. 13 martie 565 d.Hr., Constantinopol, Imperiul Roman de Răsărit) a fost unul dintre cei mai mari generali ai Imperiului Bizantin și unul dintre cei mai faimoși generali din istorie. A reprezentat elementul-cheie in planul Împăratului Iustinian I de recucerire a Imperiului Roman de Apus, ce fusese pierdut barbarilor cu un secol în urmă.
Cu o reputație asemănătoare cu a altor generali faimoși din istorie precum Hannibal Barca, Iulius Caesar, Alexandru cel Mare sau Napoleon Bonaparte, a dovedit ingeniozitate și realizările sale nu au putut fi egalate decât de foarte puțini comandanți militari în istorie.
Una dintre trăsăturile esențiale ale carierei sale militare a fost capacitatea de a opera în condiții strategice extreme, fie cu un suport minim ori inexistent din partea Împăratului Iustinian I sau a Imperiului Bizantin, izbutind, în pofida acestor obstacole, să obțină victorii răsunătoare datorită geniului său militar. Totodată, face parte dintr-un grup select de oameni considerați a fi „ultimul dintre romani”.

## Tinerețe și carieră
Belizarie s-a născut probabil în Germane sau Germania, oraș ce era situat pe locul actualului Sapareva Bania din sud-vestul Bulgariei. Originea sa se presupune a fi grecească sau tracă. S-a înrolat în Armata Bizantină făcând parte din garda personală a Împăratului Iustin I. În anul 527, după moartea lui Iustin I, noul împărat Iustinian I îl numește pe Belizarie la comanda armatei bizantine din est cu scopul de a stopa incursiunile Imperiului Sasanid. Belizarie și-a dovedit rapid talentul și competența învingând o armată sasanidă mult mai numeroasă prin calitățile sale militare superioare. În iunie 530, în timpul Războiului din Iberia, a condus Armata Bizantină spre o victorie răsunătoare împotriva Imperiului Sassanid, datorită în mare parte a mercenarilor huni și heruli în Bătălia de la Dara (sudul Turciei de astăzi), urmată de Bătălia de la Callinicum de pe râul Eufrat, în anul 531, înfruntare soldată cu un final indecis și cu semnarea unui acord de „Pace Eternă” în care Bizanțul se angaja să plătească tribut anual perșilor în schimbul menținerii păcii.
În anul 532, în Constantinopol izbucnește puternica Răscoală Nika, ce amenință însuși tronul lui Iustinian, moment în care Belizarie ocupa cel mai înalt grad dintre ofițerii militari din capitala Imperiului Bizantin. Acesta, împreună cu Mundus, magister militum al Iliriei și generalii Narses și Ioan Armeanul au înăbușit în forță rebeliunea, în Hipodrom (cunoscut ca fiind locul de întâlnire al rebelilor), ucigând aproape 30.000 de răsculați.
Deși Belizarie a fost unul dintre cei mai loiali generali ai lui Iustinian, relația lor a fost adesea tensionată, culminând cu acuzații de trădare aduse împotriva generalului, deși acesta a fost ulterior reabilitat de împărat.

## Campanii militare

Extinderea granițelor Imperiului Bizantin de la ascensiunea la tron a Împăratului Iustinian I (roșu, 527) până la moartea sa (portocaliu, 565). Belizarie și-a adus o contribuție enormă la extinderea imperiului.

### Împotriva vandalilor
Încântat de personalitatea generalului său, Iustinian îi acordă acestuia comanda expediției militare întreprinse între anii 533-534, pe mare și pe uscat, împotriva Regatului Vandal din Africa de Nord. Motivele Imperiului Bizantin de lansare a unei campanii de asemenea proporții erau atât de natură politică și strategică cât și de natură economică și religioasă. Regele vandal Hilderic de orientare pro-bizantină fusese detronat și omorât de către uzurpatorul Gelimer, oferind un pretext legal împăratului Iustinian de a lansa o expediție militară. Totodată, persecuțiile comise de către vandalii Arieni împotriva creștinilor Niceeni din propriul regat, cât și atacurile frecvente ale piraților vandali asupra navelor comerciale bizantine, afectând comerțul cu regiunile vestice, au reprezentat motive adiționale de a anexa regiunea vandală a Africii de Nord Bizanțului. La sfârșitul verii anului 533, Belizarie s-a îndreptat cu o flotă puternică spre Africa, debarcând în apropierea orașului Leptis Magna. A ordonat flotei sale să nu piardă din vedere armata ce înainta pe drumul către capitala vandalilor, Cartagina. Măsura a fost menită să împiedice forțele inamice de a întrerupe aprovizionarea armatei, și pentru a se evita repetarea înfrângerii dezastruoase petrecute cu 35 de ani în urmă, în încercarea de recucerire a Africii de Nord.
La 13 septembrie 533 armatele Bizanțului întâlnesc la 16 kilometri de Cartagina, trupele conduse de regele vandal Gelimer. La numai câțiva kilometri distanță, o divizie mixtă romano-hună învingea trupele conduse de Gibamund, vărul regelui vandal, confruntare în care își pierde viața Ammatas, tânărul frate al monarhului barbar.
Mulți istorici consideră acest aspect drept cheia Bătăliei de la Ad Decimum (533) pentru că, deși se părea că sorții înclinau către vandali, aflând de moartea fratelui său, Gelimer este lovit de un acces de furie incontrolabilă, pierzând controlul propriilor trupe și oferind victoria bizantinilor. Nici cea de a doua bătălie, de la Tricamarum din data de 15 decembrie 533, în apropierea Cartaginei, nu avea să mai schimbe sorții războiului. Belizarie ștergea pentru totdeauna din istorie Regatul Vandal. Întors la Constantinopol, generalul primea titlul de consul și era primit cu un triumf, ultimul acordat vreodată unui roman.